# Prosopocera aliena
Prosopocera aliena là một loài bọ cánh cứng trong họ Cerambycidae.